# Miserey-Salines
Miserey-Salines is een gemeente in het Franse departement Doubs (regio Bourgogne-Franche-Comté). De plaats maakt deel uit van het arrondissement Besançon. Miserey-Salines telde op 1 januari 2022 2.660 inwoners.

## Geografie
De oppervlakte van Miserey-Salines bedraagt 6,22 vierkante kilometer; de bevolkingsdichtheid is 411 inwoners per km² (per 1 januari 2019).
De onderstaande kaart toont de ligging van Miserey-Salines met de belangrijkste infrastructuur en aangrenzende gemeenten.

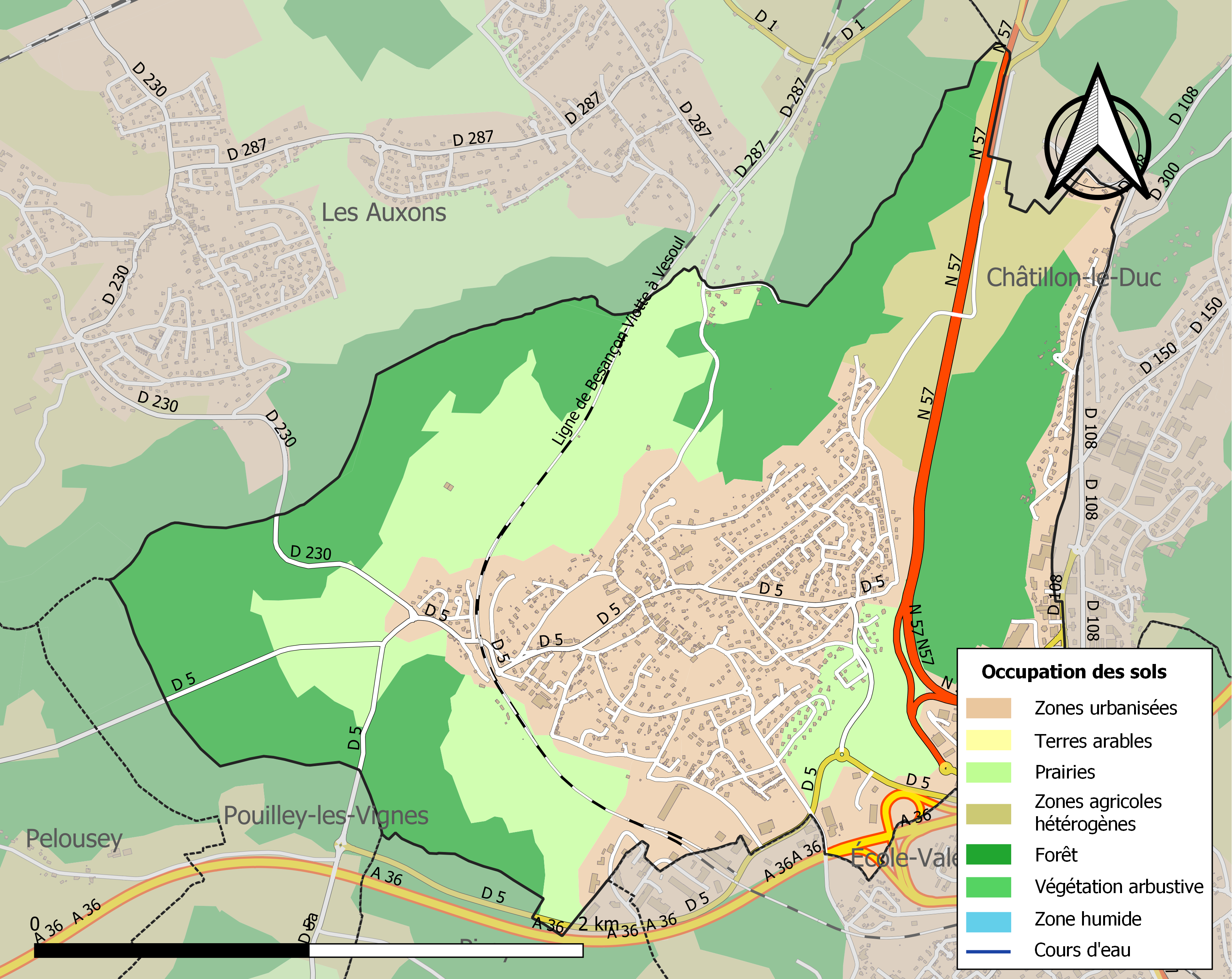

## Demografie
Onderstaande figuur toont het verloop van het inwonertal (bron: INSEE-tellingen).